# Culex soperi
Culex soperi är en tvåvingeart som beskrevs av Antunes och Lane 1937. Culex soperi ingår i släktet Culex och familjen stickmyggor. Inga underarter finns listade i Catalogue of Life.